# جامعة سنجان
جامعة سنجان ((بالأويغورية: شىنجاڭ ئۇنىۋېرستېتى, Шинҗаң Университети)‏، هي واحدة من أشهر الجامعات في إقيلم سنجان ذو الأغلبية الأويغورية المتمتع بالحكم الذاتي في جمهورية الصين الشعبية، كما تعتبر والجامعة الوطنية الرئيسة في المنطقة. تم إنشائها في عام 1924 في مدينة أورومتشي.

## الكليات
تحتوى الجامعة على ثلاثة برامج للدكتوراه، و46 للماجستير و75 برامج للطلاب في التخصصات الجامعية المختلفة. كما أن الجامعة لديها مؤسسات للبحوث في عدة المجالات منها:
- الاقتصاد
- الرياضيات النظرية
- الديموغرافيا
- الكيمياء التطبيقية
- ثقافة آسيا الوسطى
- التصميم المعماري

## أبرز الخرجين
- تاشبولات طيب

## وصلات خارجية
- الموقع الرسمي
- جامعة سنجان